# 岩風角太郎

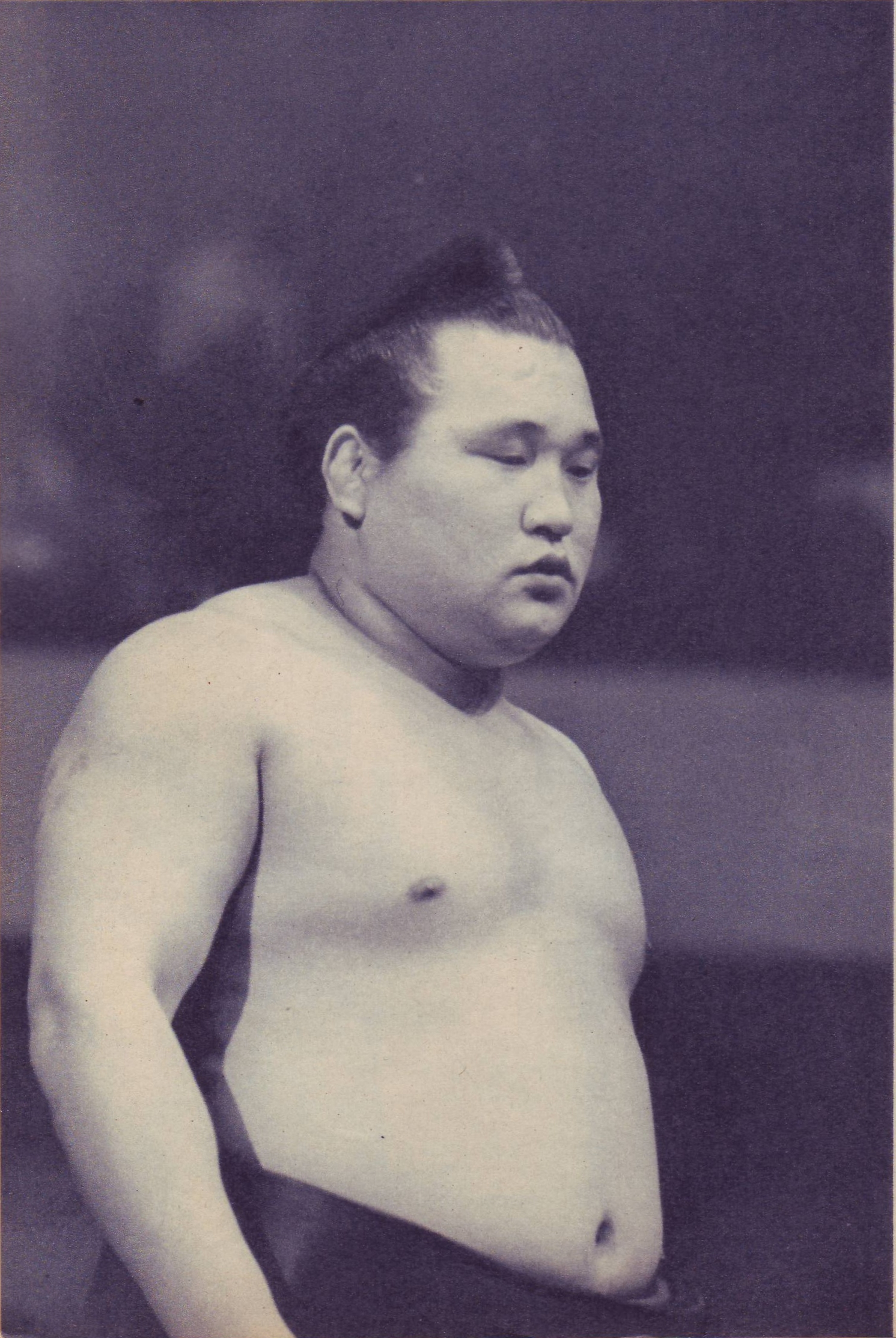
岩風（1961年夏場所）

岩風 角太郎（いわかぜ かくたろう、1934年1月22日 - 1988年4月30日）は、東京都江戸川区春江町出身（出生地は宮城県）で若松部屋（一時、西岩部屋）に所属した大相撲力士。本名は岡本 義和（おかもと よしかず）→大藤 義和（おおふじ - ）→岡本 義和（おかもと - ）→小沢 義和（おざわ - ）。最高位は東関脇（1961年7月場所）。現役時代の体格は174cm、117kg。得意手は右四つ、寄り、上手捻り。

## 来歴・人物
実家は鉄筋業（そのため、「鉄筋」という仇名が付いていた）。中学校卒業後、親の稼業を2年手伝ったのち、18歳の時に若松部屋へ入門し、1952年5月場所で初土俵を踏んだ。同期には後の大関栃光がいて、番付で先行する栃光を当初はライバル視していた。
初土俵の場所では番付外と新序でともに好成績を挙げたため、翌場所では序ノ口を飛び越して、いきなり序二段に付いた。当初の四股名は、本名でもある「岡本」。「岩風」と名乗ったのは1954年1月場所からである。
その後、1955年5月場所で十両に昇進。そして翌年5月、22歳で新入幕を果たした。
筋骨隆々とした体型で、怪力ぶりで知られ、70貫（263kg）のレールを持ち上げたという伝説もある。巡業先の宿舎では重い物を探して持ち上げて運んだり、薪割りなどをよくしていた。喫煙者であり、稽古後に一服している様子を写したスナップが後年の相撲関連書籍に掲載されている。
低い姿勢から相手の懐に飛び込む相撲を得意としたため、「潜航艇」という仇名を付けられた。1959年7月場所では横綱・若乃花を破って殊勲賞を受け、翌年7月場所では12勝3敗と好成績を残して敢闘賞を受賞。なお、岩風は江戸川区出身者としては2人目の三役である。翌場所からは、9場所連続で三役（関脇4場所、小結5場所）を務めた。その間、1961年9月場所・11月場所では大鵬（その両場所の間に横綱に昇進した）を連破した事もある。糖尿病の持病が有り、9場所連続三役の後はやや精彩を欠いたものの、後の横綱・栃ノ海や佐田の山に対しても善戦した。
初めて番付に付いて以来一度の休場も無く、十両8枚目に在位した1965年9月場所限り、31歳で廃業。三役経験者でありながら年寄名跡取得の目処がなく、相撲協会に残らなかった。以後は東京都足立区で妻が経営する喫茶店を手伝うなどしていたが、無口さ故に市井での失敗も多く、晩年はトラック一台で廃品回収業を行い余生を送っていたという。
1988年4月30日、心不全のため東京都千代田区内の病院で逝去。54歳没。

## エピソード
- 取的時代は要領が悪く、部屋の雑用等で失敗を繰り返しては[9]、兄弟子たちから壮絶な「かわいがり」を受けた。また力士の基本動作である股割りはついにできないままであった[10]。1953年9月場所後には相撲に嫌気がさして部屋を脱走し、髷を切り落としている。そのまま建設現場で働いていたが、師匠や兄弟子たちからの説得を受け、帰参している。
- 稽古嫌いの評が根強くあった[3]。ただ当時の若松部屋には稽古土俵がなく、稽古は一門の総帥である高砂部屋で行っていた。取的時代は高砂部屋の古参力士に散々しごかれた岩風も、関取になると高砂部屋の力士は手出しができず、また岩風も「分家」の立場から遠慮もあり、稽古土俵に顔を出すだけという状態が続いた[11]。1965年に部屋別総当たり制が導入されると若松部屋にも稽古土俵ができたが、その頃には岩風はすでに力士として峠を過ぎていた。
- 同部屋の房錦は、同期入門であるが、岩風は新弟子検査に必要な書類が間に合わなかったため[12]、初土俵は房錦より1場所遅れている。ともに力士としては小柄でありながら、独自の型を確立して三役まで昇進し、小部屋であった若松部屋を盛り上げた。
- ひどい無口で、取組の結果に関わらずほとんど話さず記者泣かせの力士でもあった。気に入らないことがあると一週間でも二週間でも口をきかなかった。「むっつりでは横綱級」と評され[13]、記者に対しよくしゃべる房錦とは対照的であった。
- 下戸であり、酒は一滴も飲めなかった[14]。
- 関脇時代の1961年5月場所後に向島の焼き鳥店の娘と結婚し、婿養子となっていた[15]。廃業後に多額の借金を抱えたことから1970年に離婚し、その後再婚した妻との間に1子をもうけている。

## 主な戦績
- 通算成績：480勝478敗 勝率.501
- 幕内成績：374勝406敗 勝率.479
- 現役在位：69場所
- 幕内在位：52場所
- 三役在位：11場所（関脇5場所、小結6場所）
- 連続出場：958回（序二段以来無休、1952年9月場所 - 1965年9月場所）
- 三賞：4回
  - 殊勲賞：3回 （1959年7月場所、1963年5月場所、1963年9月場所）
  - 敢闘賞：1回 （1960年7月場所）
- 雷電賞：2回（1960年7月場所、1963年5月場所）
- 金星：6個（千代の山1個、吉葉山1個、若乃花2個、栃ノ海2個）
- 各段優勝
  - 十両優勝：1回 (1956年1月場所)

### 場所別成績
| | 一月場所 初場所（東京） | 三月場所 春場所（大阪） | 五月場所 夏場所（東京） | 七月場所 名古屋場所（愛知） | 九月場所 秋場所（東京） | 十一月場所 九州場所（福岡） |
| --- | ----------------------- | ----------------------- | ----------------------- | --------------------------- | ----------------------- | --------------------------- |
| 1952年 （昭和27年） | x                       | x                       | 東新序 3–0              | x                           | 西序二段17枚目 5–3      | x                           |
| 1953年 （昭和28年） | 西三段目53枚目 6–2      | 西三段目32枚目 7–1      | 西三段目12枚目 4–4      | x                           | 西三段目8枚目 4–4       | x                           |
| 1954年 （昭和29年） | 西三段目5枚目 7–1       | 東幕下30枚目 4–4        | 西幕下28枚目 5–3        | x                           | 西幕下21枚目 6–2        | x                           |
| 1955年 （昭和30年） | 西幕下9枚目 6–2         | 東幕下2枚目 5–3         | 東十両19枚目 9–6        | x                           | 西十両12枚目 8–7        | x                           |
| 1956年 （昭和31年） | 西十両8枚目 優勝 11–4   | 西十両2枚目 11–4        | 西前頭16枚目 9–6        | x                           | 東前頭14枚目 9–6        | x                           |
| 1957年 （昭和32年） | 東前頭10枚目 5–10       | 東前頭14枚目 11–4       | 東前頭5枚目 4–11        | x                           | 西前頭13枚目 8–7        | 西前頭11枚目 10–5           |
| 1958年 （昭和33年） | 西前頭2枚目 4–11 ★      | 西前頭7枚目 4–11        | 東前頭12枚目 10–5       | 東前頭6枚目 6–9             | 西前頭10枚目 9–6        | 西前頭7枚目 6–9             |
| 1959年 （昭和34年） | 西前頭10枚目 8–7        | 西前頭8枚目 7–8         | 西前頭10枚目 10–5       | 西前頭4枚目 9–6 殊★         | 西前頭筆頭 5–10         | 東前頭6枚目 8–7             |
| 1960年 （昭和35年） | 東前頭4枚目 9–6 ★       | 西前頭2枚目 7–8         | 東前頭4枚目 6–9         | 西前頭7枚目 12–3 敢         | 西張出小結 8–7          | 西小結 10–5                 |
| 1961年 （昭和36年） | 西関脇 8–7              | 西関脇 8–7              | 西関脇 8–7              | 東関脇 7–8                  | 西小結 8–7              | 西小結 9–6                  |
| 1962年 （昭和37年） | 東小結 1–14             | 東前頭10枚目 7–8        | 東前頭8枚目 6–9         | 東前頭11枚目 8–7            | 東前頭8枚目 11–4        | 東前頭筆頭 4–11             |
| 1963年 （昭和38年） | 東前頭7枚目 6–9         | 西前頭8枚目 8–7         | 西前頭5枚目 12–3 殊     | 西小結 4–11                 | 東前頭3枚目 9–6 殊      | 西関脇 5–10                 |
| 1964年 （昭和39年） | 西前頭2枚目 5–10        | 東前頭6枚目 4–11 ★      | 東前頭10枚目 10–5       | 東前頭3枚目 7–8             | 西前頭3枚目 5–10 ★      | 東前頭6枚目 5–10            |
| 1965年 （昭和40年） | 西前頭10枚目 7–8        | 西前頭11枚目 6–9        | 東前頭13枚目 2–13       | 東十両3枚目 5–10            | 西十両8枚目 引退 3–12–0 | x                           |
| 各欄の数字は、「勝ち-負け-休場」を示す。 優勝 引退 休場 十両 幕下 三賞：敢=敢闘賞、殊=殊勲賞、技=技能賞 その他：★=金星 番付階級：幕内 - 十両 - 幕下 - 三段目 - 序二段 - 序ノ口 幕内序列：横綱 - 大関 - 関脇 - 小結 - 前頭（「#数字」は各位内の序列） |                         |                         |                         |                             |                         |                             |

### 幕内対戦成績
| 力士名   | 勝数 | 負数 | 力士名 | 勝数 | 負数 | 力士名   | 勝数 | 負数 | 力士名       | 勝数 | 負数 |
| -------- | ---- | ---- | ------ | ---- | ---- | -------- | ---- | ---- | ------------ | ---- | ---- |
| 青ノ里   | 9    | 11   | 浅瀬川 | 0    | 1    | 東海     | 1    | 1    | 天津風       | 2    | 3    |
| 天津灘   | 0    | 1    | 荒岐山 | 1    | 1    | 荒波     | 1    | 2    | 泉洋         | 8    | 3    |
| 一乃矢   | 1    | 1    | 宇多川 | 3    | 4    | 追手山   | 5    | 2    | 扇山         | 2    | 1    |
| 大内山   | 0    | 3    | 大瀬川 | 6    | 3    | 大起     | 2    | 0    | 大昇         | 1    | 0    |
| 大晃     | 7    | 11   | 岡ノ山 | 2    | 2    | 小城ノ花 | 10   | 13   | 小野錦       | 0    | 1    |
| 大蛇潟   | 2    | 0    | 海山   | 6    | 5    | 海乃山   | 6    | 6    | 開隆山       | 4    | 2    |
| 鏡里     | 0    | 2    | 柏戸   | 3    | 14   | 金乃花   | 5(1) | 4    | 神生山       | 1    | 0    |
| 神錦     | 0    | 1    | 起雲山 | 1    | 0    | 北ノ國   | 0    | 1    | 北の洋       | 9    | 7    |
| 北の冨士 | 3    | 1    | 北葉山 | 10   | 19   | 君錦     | 4    | 7    | 清恵波       | 2    | 0    |
| 清勢川   | 2    | 2    | 鬼竜川 | 3    | 5    | 鯉ノ勢   | 4    | 0    | 高鐵山       | 0    | 1    |
| 琴ヶ濱   | 5    | 11   | 琴櫻   | 4    | 0    | 佐田の山 | 5    | 9    | 沢光         | 3    | 1    |
| 潮錦     | 7    | 4    | 信夫山 | 2    | 1    | 清水川   | 2    | 2    | 大豪         | 11   | 11   |
| 大鵬     | 2    | 17   | 大雄   | 1    | 0    | 太刀風   | 0    | 1    | 玉嵐         | 3    | 1    |
| 玉乃海   | 2    | 3    | 玉乃島 | 1    | 0    | 玉響     | 4    | 2    | 千代の山     | 1    | 0    |
| 常錦     | 4    | 0    | 鶴ヶ嶺 | 5    | 11   | 出羽錦   | 10   | 7    | 出羽ノ花     | 1    | 0    |
| 出羽湊   | 4    | 0    | 天水山 | 0    | 1    | 時津山   | 4    | 5    | 時錦         | 1    | 4    |
| 栃錦     | 0    | 7    | 栃ノ海 | 7    | 8    | 栃光     | 12   | 14   | 豊國         | 4    | 4    |
| 豊ノ海   | 1    | 1    | 鳴門海 | 2    | 3    | 成山     | 5    | 3    | 白龍山       | 2    | 0    |
| 羽黒川   | 9    | 7    | 羽黒山 | 12   | 17   | 羽嶋山   | 4    | 2    | 長谷川       | 0    | 2    |
| 羽子錦   | 1    | 1    | 緋縅   | 1    | 1    | 平鹿川   | 2    | 1    | 廣川         | 4    | 3    |
| 広瀬川   | 3    | 1    | 福田山 | 3    | 0    | 福ノ海   | 2    | 1    | 富士錦       | 1    | 1    |
| 双ツ龍   | 9    | 2    | 星甲   | 6    | 5    | 松前山   | 1    | 0    | 三根山       | 2    | 3    |
| 明武谷   | 5    | 3    | 八染   | 4    | 1    | 豊山     | 2    | 11   | 吉井山       | 0    | 2    |
| 義ノ花   | 2    | 2    | 芳野嶺 | 4    | 1    | 吉葉山   | 1    | 0    | 若杉山       | 1    | 4    |
| 若瀬川   | 4    | 2    | 若秩父 | 6    | 10   | 若天龍   | 2    | 3    | 若浪         | 3    | 7    |
| 若鳴門   | 3    | 1    | 若ノ海 | 14   | 5    | 若ノ國   | 3    | 1    | 若乃花(初代) | 2    | 13   |
| 若羽黒   | 8    | 16   | 若葉山 | 7    | 3    | 若見山   | 1    | 2    |              |      |      |

## 改名歴
- 岡本 義和（おかもと よしかず、1952年9月場所-1953年9月場所）
- 岩風 角太郎（いわかぜ かくたろう、1954年1月場所-1965年9月場所）